# Ситковецька горішина
Ситковецька горішина — ботанічна пам'ятка природи місцевого значення. Розташована поблизу селища Криштопівське Іллінецького району Вінницької області (Ситковецьке лісництво, кв. 34, діл. 7). Оголошена відповідно до рішення Вінницького облвиконкому від 29.08.1984 р. № 371. Охороняється ділянка лісу з участю горіха волоського, дуба, ясена віком понад 60 років.